# Bagnarola (Cesenatico)
Bagnarola (La Bagnarôla in romagnolo) è una frazione del comune di Cesenatico, in provincia di Forlì-Cesena.

## Geografia fisica
È situata 6 km a sud-ovest dal centro di Cesenatico, a breve distanza dal confine con il territorio comunale cesenate e la frazione di Macerone. A sud dell'abitato scorre il torrente Pisciatello. La frazione, a sua volta suddivisa nelle località di Bagnarola di Sopra e Bagnarola di Sotto, si sviluppa prevalentemente lungo l'ex SS 304. La suddivisione trae origine dalla morfologia del territorio, un tempo tagliato dal fiume Pisciatello che "anticamente si perdeva in una palude" e che quindi lasciava appunto parte della località "al di sopra" del fiume, ovvero a monte di questo, e altra parte "al di sotto" del fiume, ovvero a valle di questo (Fonte: Annali dei lavori pubblici, 1939, ed.Eredi di A. De Gaetani)
La frazione è indicativamente delimitata a ovest da via Capannaguzzo, a nord dallo scolo Mesola, a est da via Carlona e da via Sbarra e a sud dal torrente Pisciatello. Confina ad ovest con Macerone di Cesena e Capannaguzzo di Cesena, a nord con Capannaguzzo di Cesena, a est con Villalta di Cesenatico e a sud con Sala di Cesenatico.

## Origini del nome
Il nome Bagnarola viene erroneamente associato alle paludi pre-bonifiche di epoca rinascimentale ma deriva probabilmente da "Balneum Aurelianum" ossia Bagno (termale) dell'Imperatore Marco Aurelio come da indicazione ritrovata su un'epigrafe dai frati benedettini nel 1505 durante le bonifiche per la realizzazione del mulino (Fonte: Bruno Ballerin, Bagni pubblici romani a "Villa Bagnarola" di Cesenatico, p. 5 in Romagna arte e storia,n. 90, a. XXX, 2010).

## Storia

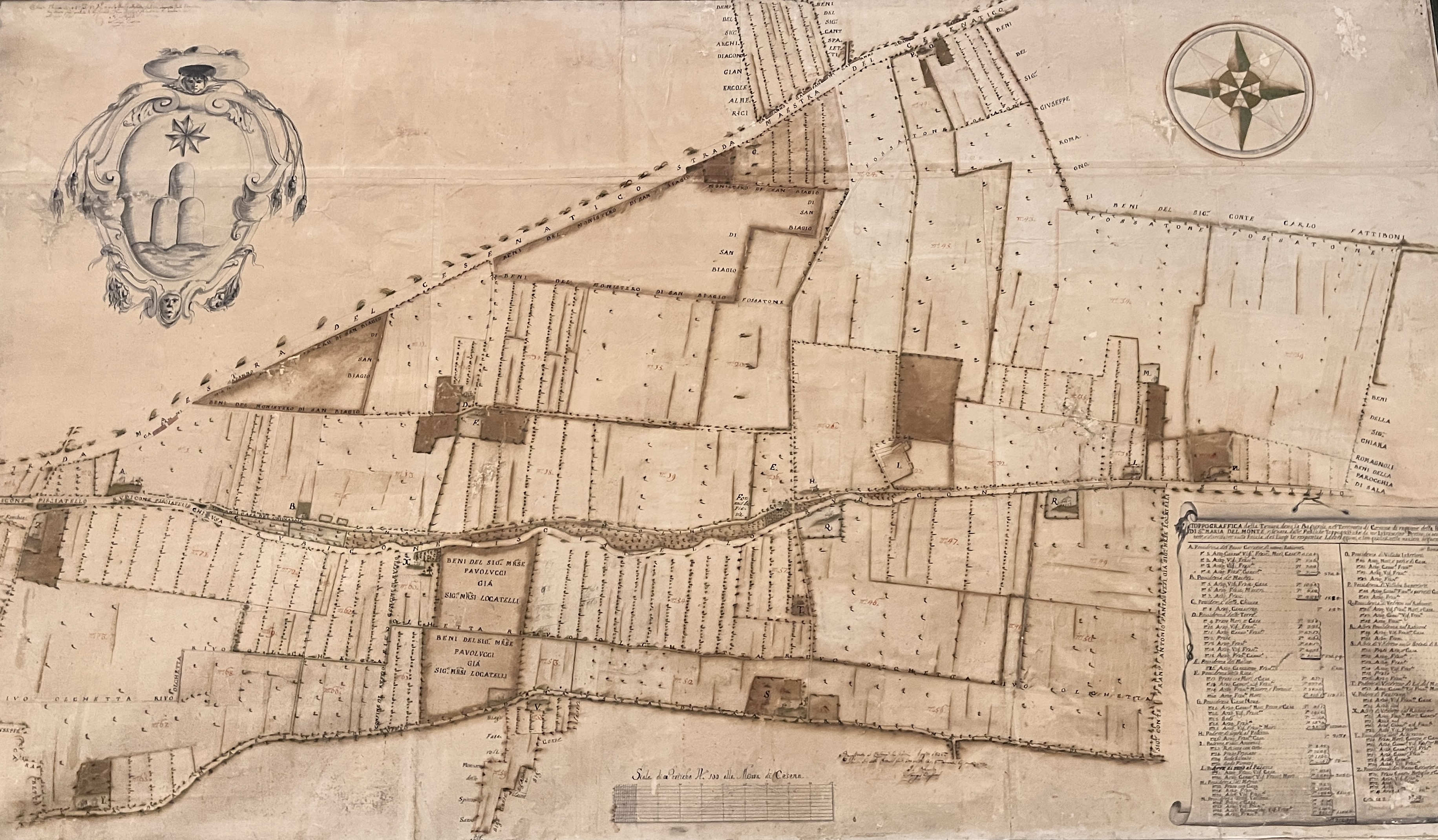
Bagnarola nel XVIII secolo

È la zona del comune di Cesenatico di insediamento più antico, come dimostrano ritrovamenti risalenti all'età del ferro (700-500 a.C.) documentati nel libro dell'Antiquarium di Cesenatico. Nel 2000-2002, durante i lavori per una nuova lottizzazione in via Balitrona, si sono individuate una serie di buche, alcuni pozzi e presumibilmente alcuni fondi di capanne, indicativi di un'area abitativa. Tali capanne, senz'altro costruite in legno, frasche o altro materiale deperibile, avevano pavimenti in terra battuta, un piccolo focolare e pozzetti per la conservazione delle derrate alimentari. All'interno di una delle buche di scarico è stato trovato anche lo scheletro di un piccolo bovino. 
Una sentenza del 29 Agosto 1205 sui contrasti per la definizione dei possedimenti riminesi e cesenati cita tra gli altri luoghi l'"uadu bagnarole", ossia il guado di Bagnarola. Il tratto di Pisciatello, definito "Rubicoe", che allora deviava poi a nord dell'attuale Cesenatico, era quindi ai tempi linea di confine, ponendo Bagnarola sul versante Cesenate. Alla fine del 1371 l'insediamento registrava già 21 focolari (80-100 abitanti). All'inizio del 1500 i monaci pensarono di erigere un mulino alla Bagnarola. Rivolsero una petizione al governatore di Cesena che gli fece presente un vasto territorio attraverso la strada che conduce al porto, già boschivo ed incolto, da parecchi anni era stato ridotto a coltura e i vari coloni si vedevano costretti a portare in territorio Riminese, i prodotti. Ottenendo il permesso dal governatore i monaci costruirono una chiusa sul Pisciatello e un canale di derivazione per portare l'acqua alla volta della fattoria, e a ridosso di questa eressero un mulino ad acqua. Durante i lavori di scavo, i monaci ebbero la fortuna di trovare  un vaso pieno di monete romane. Nel 1584 con l'erezione della parrocchia di Sala approvata dal vescovo Edoardo Gualialdi, Bagnarola entrò a farne parte. Nel 1585 le famiglie erano 101 (690 persone). Nel Settecento accanto al mulino, si sviluppò una fattoria dove i benedettini facevano affluire i prodotti dei loro poderi. 
A partire dal 1905, abbiamo notizia dell'esistenza di un circolo repubblicano (A Fratti), che riuniva aderenti delle località di Macerone, Bagnarola e Sala.
A cavallo tra il 1912 ed il 1913, grazie al contributo del Marchese Lodovico Almerici, venne ampliato l'oratorio e la canonica.
La celletta posta all'angolo tra via Cesenatico e via Carlona è stata installata nel 1954, anno mariano.

## Monumenti e luoghi d'interesse

### Architetture religiose
La chiesa parrocchiale è intitolata ai Santi Filippo e Giacomo ed è altresì intitolata alla Madonna del Buon Consiglio, progettata dall'architetto Ilario Fioravanti. 

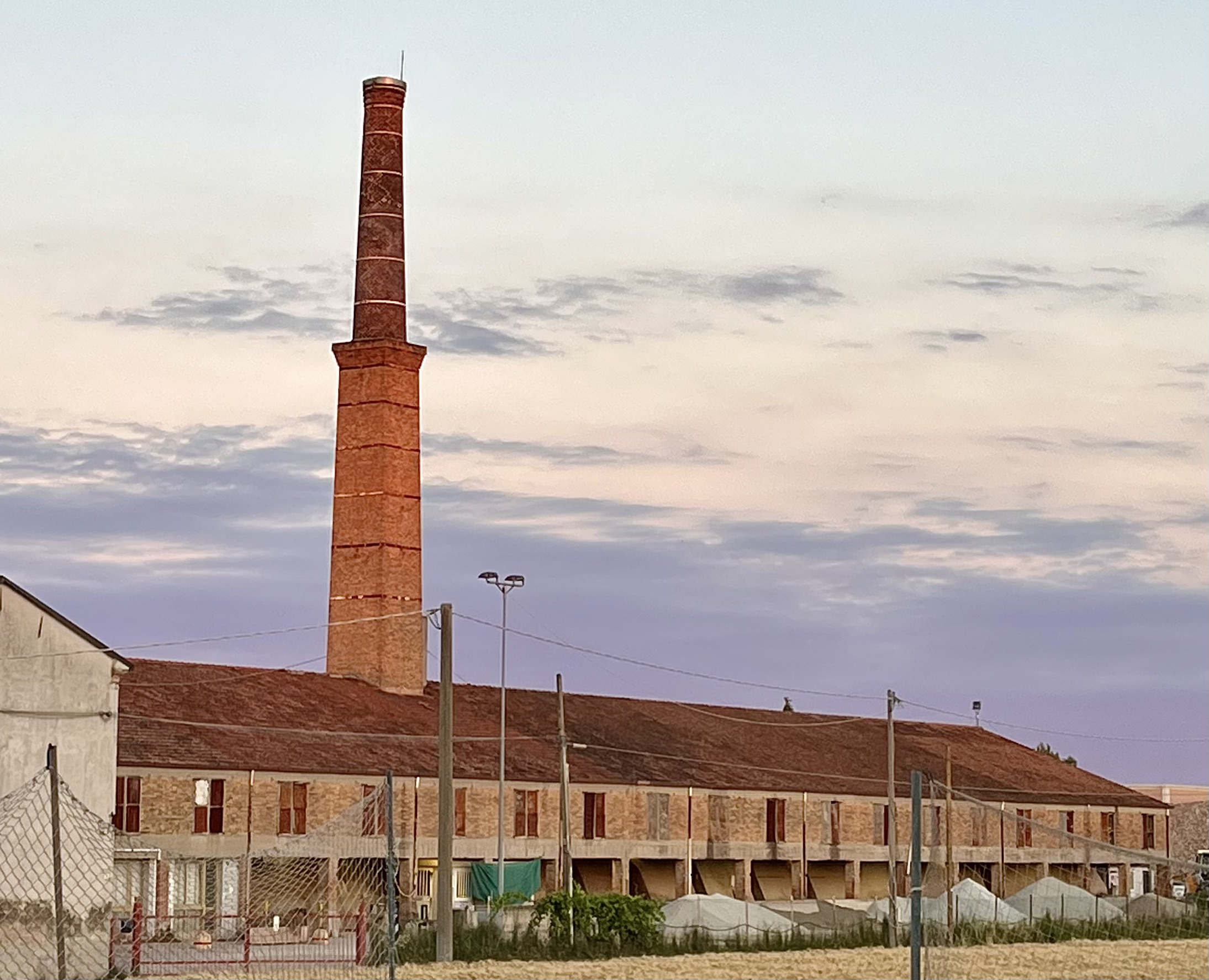
La Fornace Sacchetti

### Aziende storiche
Aziende storiche non più attive:
- Fornace Sacchetti. Edificata all'inizio del secolo scorso su impulso di Don Ercole Fiori, che voleva dare un'alternativa di lavoro a gente del posto disoccupata, e grazie alla disponibilità e all'impegno di alcuni componenti della famiglia Sacchetti ritornati a Bagnarola dopo aver fatto fortuna in sudamerica. L'edificio è ancora oggi visibile con un'architettura caratteristica riedificata solo nel dopoguerra a causa dei danni da bombardamenti. Nell'area della fornace sono ancora presenti due laghetti artificiali; tale zona è chiamata in gergo locale "la fonda";
- Falegnameria dei bottai Briganti. Nata alla fine del 1800 per iniziativa di Gino Briganti, era inizialmente una falegnameria generica. Negli anni '60 si specializza nella produzione di botti per aceto, principalmente destinate a Modena e Reggio Emilia, e in minor misura di botti di legno per arredamento. L'edificio è oggi in disuso e rimane solo una piccola esposizione di botti di legno che rimandano alla nuova sede dei bottai a Macerone di Cesena.